# Rive Gauche

De arrondissementen van Parijs; de Rive Gauche wordt gevormd door de nummers 5, 6, 7, en 13, 14, 15.

Met de Rive Gauche (Frans voor linkeroever) wordt de linkeroever van de Seine in Parijs bedoeld. Plaatselijk stroomt de rivier vrijwel westwaarts. Zij deelt daarbij Parijs in een noordelijk deel op de rechteroever, en een zuidelijk deel op de linkeroever.
De benaming Rive Gauche is niet louter een geografische aanduiding maar verwijst vooral naar een artistieke en intellectuele levensstijl. In de angelsaksische wereld verwijst Left Bank naar het Parijs van Pablo Picasso, Henri Matisse, Ernest Hemingway, F. Scott Fitzgerald en andere leden van de artistieke gemeenschap op Montparnasse.
Beroemde straten in het gebied zijn de Boulevard Saint-Germain, Boulevard Saint-Michel en de Rue de Rennes. Het bekende Quartier Latin in het 5e arrondissement maakt deel uit van de Rive Gauche.

## Arrondissementen
- 5e arrondissement
- 6e arrondissement
- 7e arrondissement

- 13e arrondissement
- 14e arrondissement
- 15e arrondissement

## Bouwwerken
- Bibliothèque nationale de France
- École militaire
- Église Saint-Sulpice
- Eiffeltoren
- Hôtel des Invalides
- Institut du monde arabe
- Musée d'Orsay

- Musée du quai Branly
- Musée Rodin
- Nationale Vergadering
- Palais du Luxembourg
- Panthéon
- Tour Montparnasse